# Marcos Bolados
Marcos Nikolas Bolados Hidalgo (Antofagasta, 28 de fevereiro de 1996) é um futebolista chileno que atua como volante. Atualmente, joga no Colo-Colo.

## Seleção Chilena
Bolados foi convocado pela primeira vez para defender a seleção principal do Chile em um jogo amistoso contra o Sueca, no dia 24 de março de 2018.